# (755) Quintilla
(755) Quintilla ist ein Asteroid des Hauptgürtels, der am 6. April 1908 vom US-amerikanischen Astronomen Joel H. Metcalf in Taunton entdeckt wurde.
Der Asteroid wurde mutmaßlich nach einem italienischen Mädchen benannt.